# Fiamma Smith
Fiamma G. Smith Mini (ur. 23 kwietnia 1962) – gwatemalska narciarka alpejska, olimpijka. Jedyna kobieta z Gwatemali, która startowała na zimowych igrzyskach olimpijskich.
Na igrzyskach w Calgary brała udział w trzech konkurencjach. Nie ukończyła supergiganta. W slalomie gigancie zajęła wysokie 29. miejsce; był to jednak najgorszy wynik spośród alpejek sklasyfikowanych. W slalomie osiągnęła swój największy sukces, gdyż zajęła w nim 27. miejsce wśród 28 zawodniczek, które ukończyły zawody (wyprzedziła tylko Shailaję Kumar z Indii). Miejsce jakie osiągnęła w slalomie było zarazem najlepszym wynikiem gwatemalskiego sportowca na igrzyskach w Calgary.

## Osiągnięcia

### Zimowe igrzyska olimpijskie
Opracowano na podstawie materiału źródłowego:
| Igrzyska      | Konkurencja                                                   | Wynik | Miejsce |
| ------------- | ------------------------------------------------------------- | ----- | ------- |
| Calgary 1988  |                                                               |       |         |
| slalom        | 1. przejazd – 1:23,56 2. przejazd – 1:21,94 Łącznie – 2:45,50 | 27.   |         |
| slalom gigant | 1. przejazd – 1:25:31 2. przejazd – 1:34,86 Łącznie – 3:00,17 | 29.   |         |
| supergigant   | DNF                                                           | DNF   |         |